# Сада Тьюб
Сада Тьюб (фр. Sada Thioub, нар. 1 червня 1995, Нантер) — французький і сенегальський футболіст, нападник клубу «Анже» і національної збірної Сенегалу.

## Клубна кар'єра
Народився 1 червня 1995 року в місті Нантер. Вихованець футбольної школи клубу «Кан».
Провівши 2013 року декілька ігор за другу команду рідного клубу, перейшов до «Ніцци», де, утім, також грав в [[НЧ2|Аматорському чемпіонаті]] за другу команду. Лише 2015 року двічі виходив на поле за основну команду «Ніцци» в Лізі 1.
Того ж 2015 року перейшов до «Генгама», однак відразу ж був відданий в оренду до команди «Серкль Атлетік».
1 липня 2016 року на правах вільного агента уклав контракт із друголіговим клубом «Нім-Олімпік», де став стабільним гравцем основного складу. В сезоні 2017/18 допоміг команді підвищитися в класі до Ліги 1 і протягом сезону 2018/19 регулярно грав уже на рівні найвищого французького дивізіону.
У липні 2019 року за 3,5 мільйона євро перейшов до «Анже».

## Виступи за збірну
2019 року дебютував в офіційних матчах у складі національної збірної Сенегалу.
У складі збірної був учасником Кубка африканських націй 2019 в Єгипті, де разом з командою здобув «срібло», а сам нападник взяв участь у двох іграх групового етапу.
| Дата       | Місто           | Господарі | Результат | Гості            | Турнір                                   | Голи | Примітки |
| ---------- | --------------- | --------- | --------- | ---------------- | ---------------------------------------- | ---- | -------- |
| 23-3-2019  | Дакар           | Сенегал   | 2 – 0     | Мадагаскар       | Відбір до Кубка африканських націй 2019  | -    | 86'      |
| 26-3-2019  | Дакар           | Сенегал   | 2 – 1     | Малі             | товариський матч                         | -    | 76'      |
| 23-6-2019  | Каїр            | Сенегал   | 2 – 0     | Танзанія         | Кубок африканських націй 2019 - 1-й етап | -    | 73'      |
| 27-6-2019  | Каїр            | Сенегал   | 0 – 1     | Алжир            | Кубок африканських націй 2019 - 1-й етап | -    | 63'      |
| 10-10-2019 | Сінгапур        | Бразилія  | 1 – 1     | Сенегал          | товариський матч                         | -    | 90+3'    |
| 13-11-2019 | Тієс            | Сенегал   | 2 – 0     | Республіка Конго | Відбір до Кубка африканських націй 2021  | -    | 56'      |
| 17-11-2019 | Манзіні (місто) | Есватіні  | 1 – 4     | Сенегал          | Відбір до Кубка африканських націй 2021  | -    | 83'      |
| Усього     |                 | Матчів    | 7         |                  | Голів                                    | 0    |          |

## Титули і досягнення
- Срібний призер Кубка африканських націй: 2019